# Hoplitis beijingensis
Hoplitis beijingensis är en biart som beskrevs av Wu 1987. Hoplitis beijingensis ingår i släktet gnagbin, och familjen buksamlarbin. Inga underarter finns listade i Catalogue of Life.